# Actenoides
Genre
Actenoides est un genre d'oiseau de la famille des martins-pêcheurs. Il comprend 6 espèces de martins-chasseurs vivant en Asie du Sud-Est et jusqu'aux îles Salomon.

## Liste d'espèces
D'après la classification de référence (version 2.2, 2009) du Congrès ornithologique international (ordre phylogénique) :
- Actenoides monachus – Martin-chasseur moine
- Actenoides princeps – Martin-chasseur royal
- Actenoides bougainvillei – Martin-chasseur à moustaches
- Actenoides lindsayi – Martin-chasseur tacheté
- Actenoides hombroni – Martin-chasseur de Hombron
- Actenoides concretus – Martin-chasseur trapu